# The First Day
The First Day è un album in studio del cantautore britannico David Sylvian e del chitarrista britannico Robert Fripp, pubblicato nel giugno 1993 dalla Virgin Records.

## Il disco
Rappresenta per Sylvian una svolta stilistica notevole rispetto ai suoi lavori precedenti; è un album duro che risente tantissimo delle sperimentazioni di Fripp.

## Tracce
1. God's Monkey – 5:01 (testo: David Sylvian – musica: David Sylvian, Robert Fripp, Trey Gunn, David Bottrill)
2. Jean the Birdman – 4:10 (testo: David Sylvian – musica: David Sylvian, Robert Fripp, Trey Gunn)
3. Firepower – 10:28 (testo: David Sylvian – musica: David Sylvian, Robert Fripp, Trey Gunn)
4. Brightness Falls – 6:07 (testo: David Sylvian – musica: David Sylvian, Robert Fripp, Trey Gunn)
5. 20th Century Dreaming (A Shaman's Song) – 11:53 (testo: David Sylvian – musica: David Sylvian, Robert Fripp, Trey Gunn)
6. Darshan (The Road to Graceland) – 17:19 (testo: David Sylvian – musica: David Sylvian, Robert Fripp, Trey Gunn, David Bottrill)
7. Bringing Down the Light – 8:31 (musica: Robert Fripp)

## Formazione
Musicisti
- David Sylvian – chitarra, tastiera, voce
- Robert Fripp – chitarra, frippertronics
- Trey Gunn – stick grande e tenore, voce
- David Bottrill – effetti, percussioni campionate, programmazione
- Jerry Marotta – batteria, percussioni
- Marc Anderson – percussioni
- Ingrid Chavez – voce

Produzione
- David Sylvian – produzione, missaggio
- David Bottrill – produzione, ingegneria del suono, missaggio
- John Yates, Dan McLoughlin, Trina Shoemaker, Mark Glass – assistenza tecnica